# There for Tomorrow
I There for Tomorrow sono stati un gruppo musicale statunitense formatosi ad Orlando, Florida, nel 2003 e scioltosi nel 2014.
La musica della band univa alternative rock, pop punk e ambient, creando un suono unico tra il "dark pop" e l'emo elettronico.

## Storia del gruppo
Solo un anno dopo dalla loro formazione hanno pubblicato il loro primo album autoprodotto dal titolo Point of Origin. Nonostante la poca esperienza musicale, nel 2006 partono per il loro primo tour, al termine del quale ritornano a Orlando giusto in tempo per vincere una competition che permette loro di suonare di fronte a 10.000 persone all'evento live No Snow Show. Dopo altre esibizioni per radio, locali e apparizioni acustiche per i club, il gruppo ha partecipato al Vans Warped Tour.
Dopo aver incontrato James Paul Wisner (produttore di band come Underoath, Dashboard Confessional e Paramore) hanno pubblicato il primo EP, Pages, dal quale sono stati estratti i singoli Pages e No More Room to Breathe. Nel 2008 hanno firmato un contratto con l'etichetta discografica Hopeless Records e hanno pubblicato un secondo EP intitolato There for Tomorrow. Il 9 giugno 2009 è uscito negli Stati Uniti (29 giugno in Europa) il loro album di debutto, A Little Faster, anticipato dal singolo omonimo. Il 19 ottobre del 2010 è stato pubblicato Re:Creations, terzo EP della band contenente sei remix ed una nuova canzone.
Il 28 giugno 2011 è stato invece pubblicato il loro terzo album, The Verge, ricevuto in modo positivo sia dai fan che dalla critica. Dopo un 2012 passato esibendosi dal vivo in tutto il mondo, nel 2013 la band si prende una pausa, prima di cominciare a lavorare al suo quarto EP, anticipato dal singolo Dark Purple Sky. Dopo mesi di rinvii, nel settembre 2014 la band pubblica in Giappone il nuovo EP, intitolato Nightscape.
La band annuncia il proprio scioglimento nel novembre dello stesso anno, organizzando a dicembre un tour di addio.

## Formazione

### Ultima
- Maika Maile – voce, chitarra ritmica, programmazione (2003-2014)
- Christian Climer – chitarra solista, cori (2006-2014)
- Jay Enriquez – basso, cori (2003-2014)
- Christopher Kamrada – batteria, percussioni, campionatore (2004-2014)

### Ex componenti
- Michael Carey – batteria, percussioni (2003)

## Discografia

### Album in studio
- 2004 – Point of Origin
- 2009 – A Little Faster
- 2011 – The Verge

### EP
- 2007 – Pages
- 2008 – There for Tomorrow
- 2010 – Re:Creations
- 2014 – Nightscape